# Прокопьев, Сергей Валерьевич
 Серге́й Вале́рьевич Проко́пьев  (род. 19 февраля 1975, Свердловск, СССР) — российский космонавт-испытатель отряда космонавтов «Роскосмоса», 122-й космонавт СССР/России.  До поступления в отряд космонавтов служил военным лётчиком, полковник запаса. Герой Российской Федерации. Совершил космический полёт на транспортном пилотируемом корабле «Союз МС-09» в июне-декабре 2018 года к Международной космической станции. Участник основных космических экспедиций МКС-56/57. Продолжительность полёта составила более 196 суток. 21 сентября 2022 года в качестве командира экипажа ТПК «Союз МС-22» стартовал к МКС. Участник космических экспедиций МКС-67/МКС-68/МКС-69. 27 сентября 2023 года вернулся на Землю на корабле «Союз МС-23». Полет составил 370 суток 21 час 22 минуты, что стало самым длительным полетом по программе МКС. За два полёта совершил восемь выходов в открытый космос общей продолжительностью более 55 часов, а общая продолжительность полётов составила 567 суток 15 часов 12 минут.

## Ранние годы, образование
Сергей Валерьевич Прокопьев родился 19 февраля 1975 года в Свердловске. В 1992 году окончил среднюю школу № 64 в Екатеринбурге. В школьные годы активно занимался спортом, участвовал в соревнованиях по плаванию, получил 1-й разряд по подводному плаванию. Окончил курсы лётчиков при аэроклубе.

## Служба в Вооружённых Силах
В 1992 году, после окончания школы, поступил в Тамбовское высшее военное авиационное училище лётчиков имени М. М. Расковой. Из-за расформирования училища был переведён в Балашовское высшее военное авиационное училище лётчиков им. Главного маршала авиации А. А. Новикова, которое окончил в 1997 году, получил специальность «командная тактическая авиация, эксплуатация воздушного транспорта» и квалификацию «инженер-пилот».

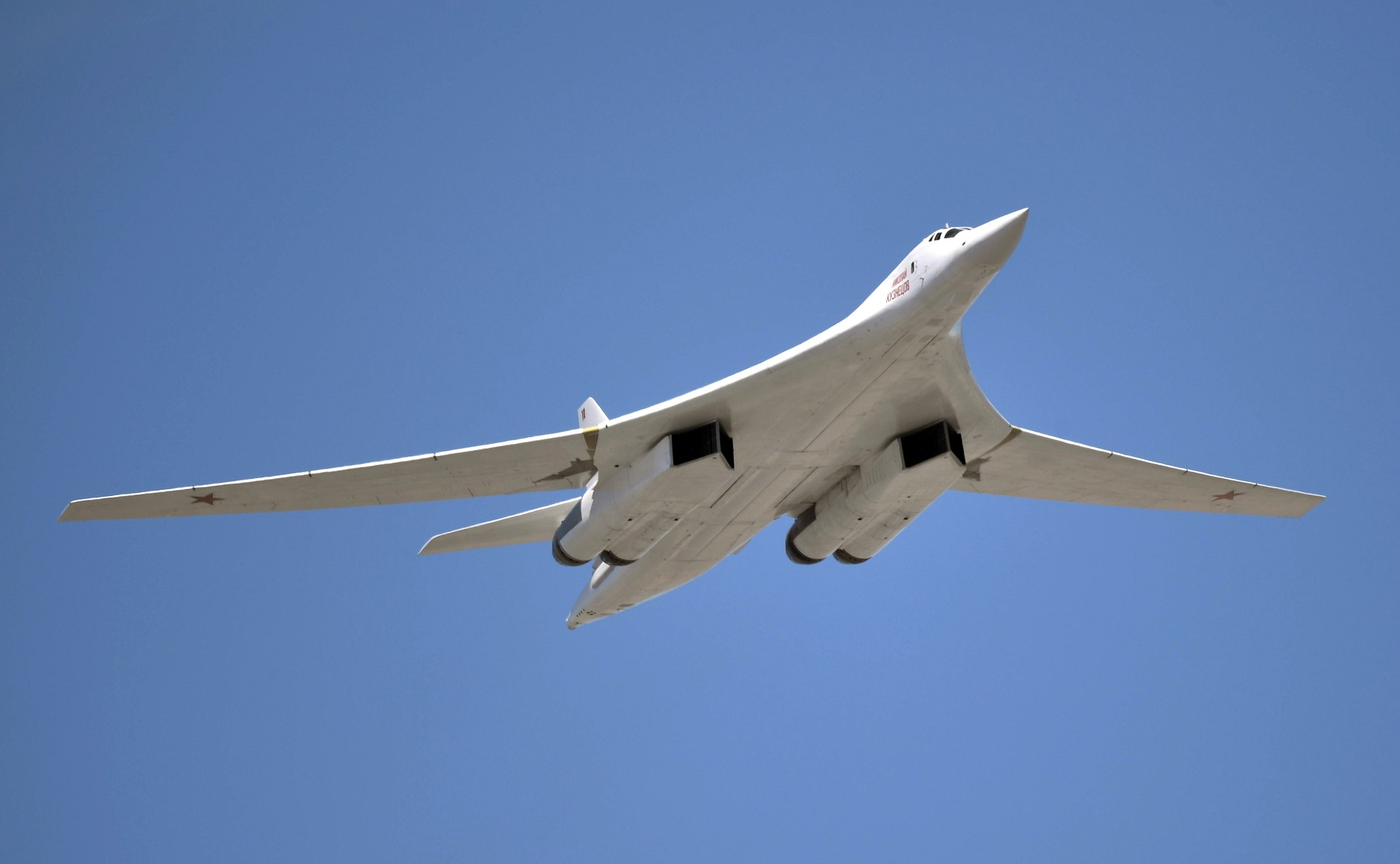
Пролёт стратегического бомбардировщика Ту-160 над Красной площадью в День Победы

В 1997—2007 годах служил помощником командира воздушного корабля в Орске, затем был переведён на Дальний Восток на авиабазу Воздвиженка в Приморском крае, затем — в Рязань. В 2007 году был назначен командиром корабля Ту-22М3, затем стал командиром авиационного отряда 52-го тяжелобомбардировочного авиаполка на авиабазе дальней авиации Шайковка в Калужской области. В 2009—2010 годах служил командиром корабля, в 2010 году назначен командиром авиационного отряда стратегических бомбардировщиков Ту-160 121-го тяжелобомбардировочного авиаполка на авиабазе дальней авиации в городе Энгельс Саратовской области. Принимал участие в военном параде 9 мая 2010 года, пролетев на Ту-160 над Красной площадью.
Военный лётчик 2-го класса. Имеет налёт на самолётах Як-52, Л-39, Ту-134УБЛ, Ту-22М3, Ту-160 более 1000 часов. Выполнил 234 прыжка с парашютом. В августе 2012 года уволен из Вооружённых Сил в запас в звании полковника. Участник боевых действий.
С 2002 года заочно учился в Мичуринском государственном аграрном университете, который окончил в 2005 году по специальности «бухгалтерский учёт, анализ и аудит», получил квалификацию «экономист».

## Космическая подготовка
Летом 2010 года прошёл медицинскую комиссию для зачисления в отряд космонавтов Центра подготовки космонавтов имени Ю. А. Гагарина 15-го набора. 1 февраля 2011 года назначен на должность кандидата в космонавты-испытатели отряда космонавтов Роскосмоса и приступил к общекосмической подготовке.
В ноябре 2011 года прошёл тренировки в условиях невесомости на борту самолёта-лаборатории Ил-76 МДК. В ноябре 2012 года участвовал в тренировках по внекорабельной деятельности в гидролаборатории ЦПК имени Ю. А. Гагарина в специализированном скафандре «Орлан-МК». 3 августа 2012 года получил квалификацию «космонавт-испытатель». В августе 2012 года в составе условного экипажа участвовал в практической отработке действий экипажа после приземления в условиях пустынной местности на Байконуре.
22 июня 2015 года был утверждён дублёром казахстанского космонавта А. Аимбетова в экипаже транспортного пилотируемого корабля «Союз ТМА-18М», запуск которого состоялся в сентябре 2015 года. В июле 2016 года в составе условного экипажа прошёл тренировки по «водному выживанию», а в феврале 2017 года прошёл комплексную тренировку по выживанию в лесисто-болотной местности зимой.
С 2017 года проходил подготовку в качестве командира основного экипажа ТПК «Союз МС-09».

## Полёты

### Первый полёт
Стартовал 6 июня 2018 года в 14:12 мск с пусковой установки площадки № 1 («Гагаринский старт») космодрома Байконур в качестве командира ТПК «Союз МС-09» (позывной Алтай) и бортинженера космических экспедиций МКС-56/57. Бортинженеры экипажа «Союз МС 02» — астронавт ЕКА Александр Герст и астронавт НАСА Серина Ауньон-Чэнселлор. Полёт ТПК к станции проходил по 34-витковой (двухсуточной) схеме, стыковка к модулю «Рассвет» проводилась в автоматическом режиме. Стыковка корабля со станцией состоялась 8 июня 2018 года в 16:01 мск.

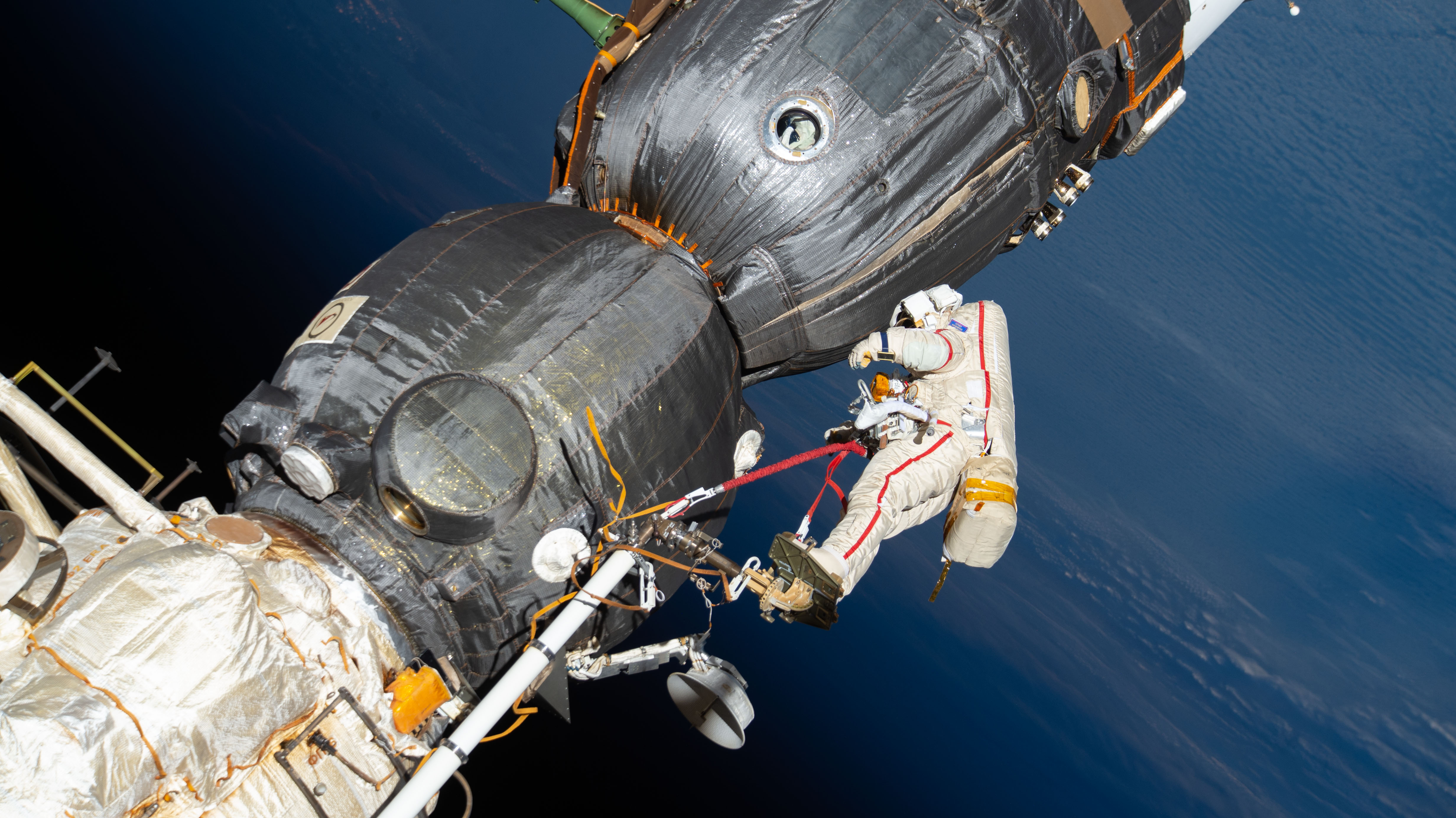
Выход космонавта С. Прокопьева в открытый космос

15—16 августа Сергей Прокопьев вместе с космонавтом Олегом Артемьевым провёл работы в открытом космосе на внешней поверхности МКС. За время проведения работ космонавты сняли экспонировавшиеся с августа 2017 года в рамках эксперимента «Тест» устройства с образцами микроорганизмов, выполнили монтаж научного оборудования по эксперименту «Икарус», запустили два наноспутника «Танюша-ЮЗГУ» в рамках эксперимента «РадиоСкаф» и два наноспутника «SiriusSat», провели панорамные видеосъёмки окружающего станцию космического пространства и поверхности Земли. Продолжительность пребывания космонавтов за пределами МКС составила 7 часов 46 минут.
В ночь c 29 на 30 августа 2018 года средствами объективного контроля сотрудники центра управления полётами зафиксировали падение давления воздуха внутри МКС. Космонавтов не будили. Утром экипаж станции провёл обследование всех модулей станции с поочерёдной герметизаций отсеков. Космонавты Прокофьев и Артемьев, при помощи специального ультразвукового устройства обнаружили на стенке бытового отсека корабля «Союз МС-09» за находящимся в нём АСУ (ассенизационно-санитарное устройство) просверленное отверстие размером около 2 мм со следами сверления на окружающей отверстие поверхности. Космонавт С. Прокопьев загерметизировал повреждение с помощью медицинского бинта и эпоксидной смолы, после чего давление воздуха на станции было восстановлено до заданных параметров.

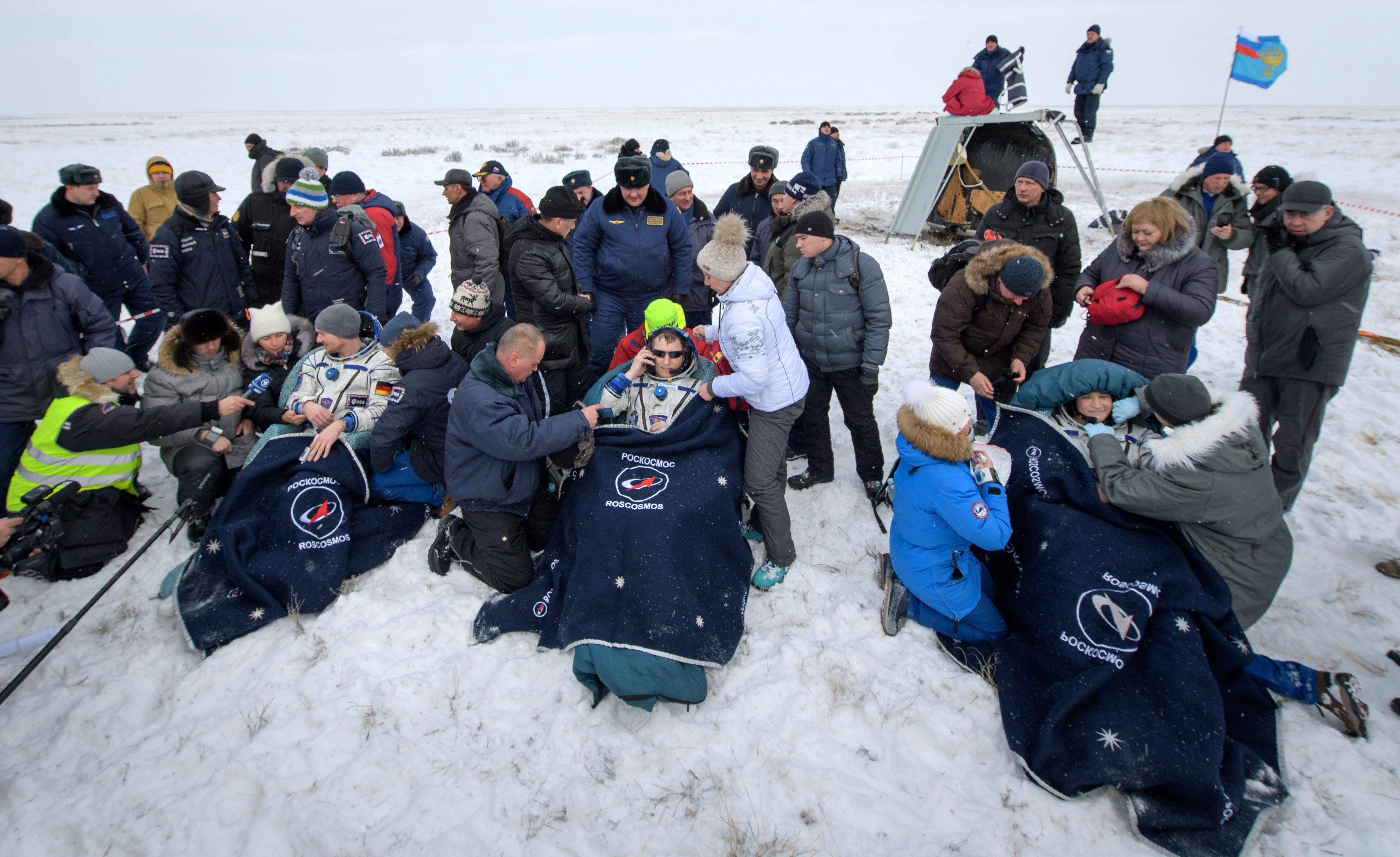
Экипаж ТПК «Союз МС-09» после посадки на Землю (20 декабря 2018)

11 декабря 2018 года вместе с космонавтом Олегом Кононенко совершил выход в открытый космос для обследования внешней обшивки корабля «Союз МС-09», продолжительность выхода составила 7 часов 45 минут. Космонавты вскрыли экранно-вакуумную теплоизоляцию и микро-метеоритную защитную панель. На внешней поверхности бытового отсека корабля обнаружили небольшое отверстие, которое не представляло опасности для экипажа МКС и не угрожало безопасности экипажа корабля при его возвращении на Землю.
20 декабря 2018 года в 8:02 мск спускаемый аппарат с космонавтом Сергеем Прокопьевым, астронавтами Александром Герстом и Сериной Ауньён-Чэнселлор совершил посадку в казахстанской степи. Самочувствие вернувшихся на Землю членов экипажа было хорошим. Продолжительность пребывания в космическом полёте экипажа длительной экспедиции МКС-56/57 составила более 196 дней.
С мая 2021 года проходил подготовку в составе: дублирующего экипажа космической экспедиции МКС-67 и основного экипажа космической экспедиции МКС-68.

### Второй полёт

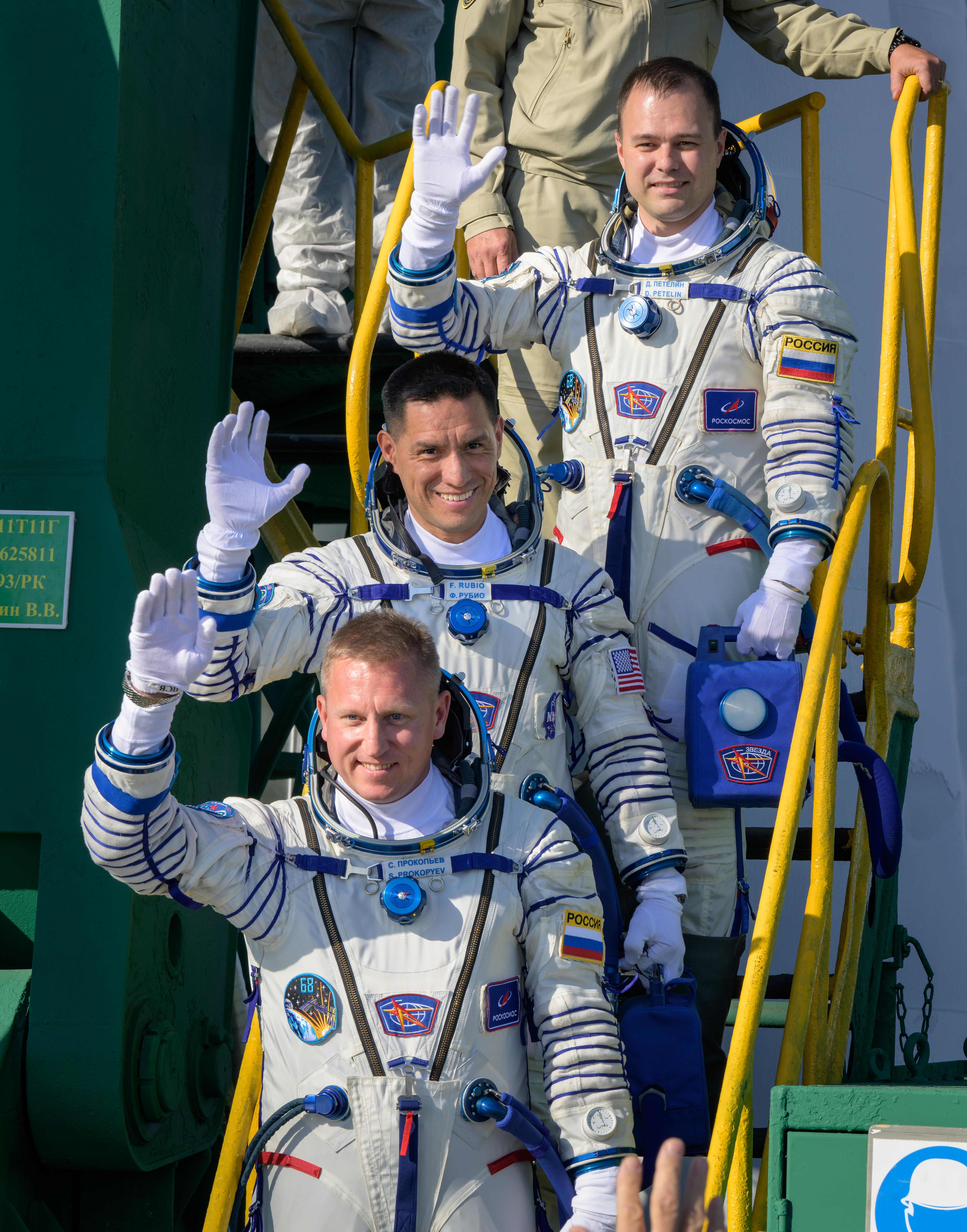
Экипаж перед стартом. 21 сентября 2022 года

21 сентября 2022 года в 16:54:49 мск (13:54:49 UTC) стартовал на ракете-носителе «Союз-2.1а» с 31-й площадки космодрома Байконур в качестве командира экипажа транспортного космического корабля «Союз МС-22». Полёт проходил по двухвитковой схеме сближения с МКС и длился чуть более трёх часов. В 20:06:33 мск (17:06:33 UTC) корабль пристыковался в автономном режиме к модулю «Рассвет» (МИМ-1). Запуск корабля «Союз МС-22» стал первым в рамках соглашения Роскосмоса и НАСА о перекрёстных полётах.
12 октября 2022 года Сергей Прокопьев принял командование Международной космической станцией от астронавта ЕКА Саманты Кристофоретти.
17 ноября 2022 года совершил вместе с космонавтом Дмитрием Петелиным выход в открытый космос для работ на внешней поверхности МКС. Космонавты подготовили дополнительный радиационный теплообменник к переносу европейским дистанционным манипулятором ERA с малого исследовательского модуля «Рассвет» на многоцелевой лабораторный модуль «Наука». На модуле «Рассвет» установили адаптер грузовой стрелы на узле захвата FRGF шлюзовой камеры, стравили консервационное давление азота, вакуумировали гидравлические контуры дополнительного радиационного теплообменника и демонтировали шесть стяжек с него. Кроме того, космонавты установили блокиратор на грузовой стреле ГСтМ-2 и смонтировали на модуле «Наука» средства крепления крупногабаритных объектов. Продолжительность выхода составила 6 часов 25 минут.
На 25 ноября планировался очередной выход в открытый космос космонавтов Прокопьева и Петелина, однако из-за нештатной работы насосов в системе охлаждения одного из скафандров, выход был перенесён на другую дату. 15 декабря, в ходе подготовки космонавтов к выходу на внешнюю поверхность МКС, было обнаружено повреждение внешней обшивки приборно-агрегатного отсека транспортного пилотируемого корабля «Союз МС-22», пристыкованного к станции. Экипаж доложил в ЦУП о срабатывании сигнализатора системы диагностики корабля, свидетельствующего о падении давления в системе охлаждения. Визуальный осмотр корабля подтвердил утечку, после чего было принято решение отменить выход по техническим причинам.
11 января 2023 года Роскосмос сообщил, что радиатор системы охлаждения ТПК «Союза МС-22» был повреждён в результате удара спорадическим метеороидом диаметром менее 1 мм на скорости 7 км/с, версия технического повреждения корабля радиатора не подтверждается. Из-за ситуации с повреждённым радиатором корабля госкомиссия приняла решение продлить полёт космонавтов Сергея Прокопьева, Дмитрия Петелина и астронавта Фрэнка Рубио с возвращением на Землю на корабле «Союз МС-23» в сентябре 2023 года. Корабль «Союз МС-22» был спущен на Землю в беспилотном варианте 28 марта 2023 года.
6 апреля 2023 года Сергей Прокопьев вместе с другими членами экипажа провёл перестыковку в пилотируемом режиме корабля Союз МС-23 с модуля «Поиск» на модуль «Причал» с целью обеспечения безопасности экипажа (беспрепятственный доступ в корабль-спасатель Союз МС-23) во время выходов в открытый космос по российской программе из модуля «Поиск».
19 апреля 2023 года Сергей Прокопьев и Дмитрий Петелин совершили второй выход в открытый космос. Внекорабельная деятельность продлилась 7 часов 55 минут. Во время выхода в открытый космос на многоцелевой лабораторный модуль (МЛМ) «Наука» был перенесён радиатор, необходимый для снятия с МЛМ тепловых нагрузок. Перенос осуществлялся с помощью манипулятора ERA, которым с борта станции управлял космонавт Андрей Федяев. Прокопьев и Петелин, находившиеся снаружи станции, предварительно подготовили теплообменник к переносу, а затем подключили его к модулю.

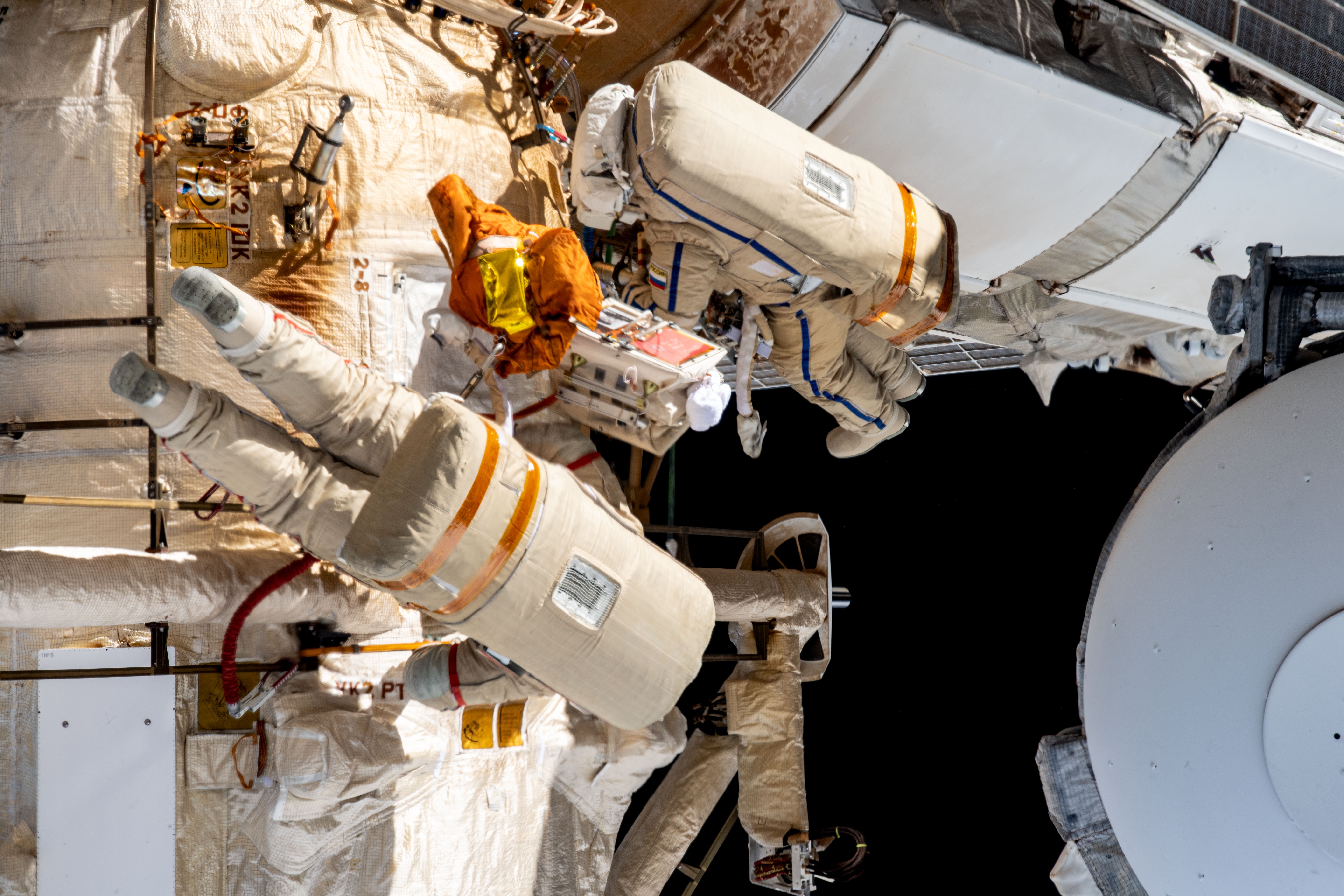
Выход в открытый космос 3 мая 2023 года

3 мая 2023 года в 23:01 мск космонавты Петелин и Прокопьев в третий раз вышли в открытый космос. Они провели в открытом космосе 7 часов 11 минут. В ходе внекорабельной деятельности на многоцелевой лабораторный модуль «Наука» была перенесена шлюзовая камера, предназначенная для работы с целевыми нагрузками. Перенос осуществлялся с помощью манипулятора ERA, которым с борта станции управлял космонавт Андрей Федяев.
12 мая 2023 года космонавты Петелин и Прокопьев совершили четвёртый выход в открытый космос. Они провели в открытом космосе 5 часов 14 минут. Космонавты демонтировали две стяжки с радиатора и раскрыли его панели, заправили теплоносителем гидравлические контуры радиатора и объединили их с гидравлическими контурами системы обеспечения теплового режима модуля «Наука». Также они установили два фала на европейском дистанционном манипуляторе ERA и выполнили дополнительную задачу — смонтировали два поручня-перехода между модулями «Наука» и «Причал».
22 июня космонавты Петелин и Прокопьев вновь совершили выход в открытый космос, продолжительностью 6 часов 24 минуты. Они демонтировали с модуля «Звезда» научную аппаратуру «Сейсмопрогноз», оборудование старой системы высокоскоростной передачи информации СВПИ и приемопередатчик TM/TC. Вместо них они установили и подключили новую аппаратуру РСПИ-М, предназначенную для высокоскоростной передачи информации с российского сегмента МКС на наземную станцию. Затем космонавты сняли с модуля «Звезда» планшет № 2 эксперимента «Импакт» и съемную кассету-контейнер СКК № 4-СМ с образцами материалов, которые провели в условиях открытого космоса 19 лет. Также был демонтирован с модуля «Поиск» один из трёх контейнеров оборудования «Биориск-МСН».
9—10 августа космонавты Прокопьев и Петелин совершили шестой выход в открытый космос длительностью 6 часов 34 минуты 40 секунд. Они переместили переносное рабочее место с модуля «Рассвет» на модуль «Наука» с помощью манипулятора ERA и установили экраны микрометеороидной защиты на «Рассвете». Космонавт Андрей Федяев, находясь на борту МКС, с помощью манипулятора ERA выполнил пробное перемещение Сергея Прокопьева на переносном рабочем месте, после чего установил рабочее место на хранение на модуле «Наука».
27 сентября в 14:17 мск корабль «Союз МС-23» приземлился с экипажем длительных экспедиций МКС-68/МКС-69 — космонавтами Сергеем Прокопьевым и Дмитрием Петелиным, и астронавтом NASA Франциско Рубио, проведшими год на борту МКС, в районе казахстанского города Жезказган. Экипаж провёл в космосе 370 суток 21 час 22 минуты, что стало самым длительным полетом по программе МКС.
Статистика
| # | Стартовый корабль | Старт, UTC        | Экспедиция               | Корабль посадки | Посадка, UTC      | Налёт                       | Выходы в открытый космос | Время в открытом космосе |
| - | ----------------- | ----------------- | ------------------------ | --------------- | ----------------- | --------------------------- | ------------------------ | ------------------------ |
| 1 | Союз МС-09        | 06.06.2018, 11:12 | Союз МС-09, МКС-56/57    | Союз МС-09      | 20.12.2018, 05:02 | 196 дней 17 часов 50 минут  | 2                        | 15 часов 31 минута       |
| 2 | Союз МС-22        | 21.09.2022, 13:54 | Союз МС-22, МКС-67/68/69 | Союз МС-23      | 27.09.2023, 17:17 | 370 суток 21 час 22 минуты  | 6                        | 39 часов 44 минуты       |
|   |                   |                   |                          |                 |                   | 567 суток 15 часов 12 минут | 8                        | 55 часов 15 минут        |

## Награды
- высшее звание «Герой Российской Федерации»[36] (вручение состоялось 12 апреля 2022 года на космодроме Восточный)[37];
- орден Гагарина (12 апреля 2024 года) — за большой вклад в развитие пилотируемой космонавтики и мужество, проявленное при осуществлении длительного космического полёта на Международной космической станции[38];
- орден «За военные заслуги»[4];
- медаль Ю. А. Гагарина (ведомственная награда Госкорпорации «Роскосмос»)[39];
- медали «За отличие в военной службе» II и III степени (Минобороны России)[4];
- медаль «За участие в военном параде в День Победы»[4];
- медаль «За пропаганду спасательного дела» (МЧС России, 13 марта 2024 года) — за достигнутые значимые результаты в проведении космического эксперимента «Сценарий», а также многолетнее сотрудничество в создании, развитии и обеспечении успешного функционирования единой государственной системы предупреждения и ликвидации чрезвычайных ситуаций[40][41];
- знак преподобного Сергия Радонежского (Московская область, 15 января 2021 года) — за особо плодотворную государственную, благотворительную и общественную деятельность на благо Московской области[42];
- почётное звание «Лётчик-космонавт Российской Федерации»[36];
- классная квалификация «Военный лётчик 2-го класса»[43].

## Семья, увлечения
Родился в многодетной семье Валерия Андреевича (1947 — 19 ноября 2014 года) и Нины Евгеньевны Прокопьевых. Отец был лётчиком авиации ДОСААФ, парашютистом-инструктором и командиром парашютного звена Екатеринбургского аэроклуба РОСТО (ДОСААФ), мастером спорта СССР по парашютному спорту, судьёй республиканской категории по парашютному спорту. Мать Сергея работала инженером и также увлекалась парашютизмом, совершила более 500 прыжков с парашютом, являлась кандидатом в мастера спорта СССР по парашютному спорту. Родители привили своё увлечение детям. Старший брат — Александр, окончил Уфимское ВВАУЛ, служил в Амурской области, в 1998 году, после расформирования полка, уволился из Вооруженных Сил. Вернулся в Екатеринбург, служил в авиации ВВ МВД. После выхода на пенсию работал начальником авиационно-спортивного клуба. Второй старший брат — Валентин, совершил более 10 тысяч прыжков с парашютом, является мастером спорта международного класса, четыре раза был чемпионом мира, чемпион Европы. Служил в ЦСКА. Работает инженером-испытателем в ракетно-космической корпорации "«Энергия». Младший брат — Евгений (род. 9 марта 1986) окончил Военно-космическую академию имени Можайского, работал инженером-испытателем 2-й категории ПАО РКК «Энергия» им. С. П. Королёва, с 1 октября 2018 года является кандидатом в космонавты ЦПК им. Ю. А. Гагарина, проходит общекосмическую подготовку. Сестра — Ирина, окончила УрФУ, служила инспектором по пожарной безопасности в МЧС. Увлекается парашютным спортом.
Женат на Екатерине Васильевне Прокопьевой (в девичестве Негреевой). Женился на четвёртом курсе обучения в училище. Дочь Анна (род. 27 августа 1997 года) и сын Тимофей (род. 23 февраля 2010 года).
Сергей Прокопьев увлекается спортом. Имеет спортивные 1-й разряд по подводному плаванию, офицерскому многоборью и футболу.
В ноябре 2024 года Сергей Прокопьев заявил, что некоторые кадры программы «Аполлон» сняты в земном павильоне.